# 布和朝魯 (柔道運動員)
布和朝魯（1984年1月8日—），中國男子柔道運動員，出生地為內蒙古的錫林浩特，蒙古族。

## 生涯
布和朝魯在2000年中於內蒙古柔道隊參與訓練，李斌為他的教練。3年後，他入選國家隊，石明和劉俊林都是他的教練。
2002年，布和朝魯於全國冠軍賽中的男子66公斤級小項中，獲得季軍。兩年後的全國錦標賽中，他得亞軍。2006年，他再次於全國錦標賽的男子66公斤級小項取得第二，且在全國冠軍賽中得亞軍。同年12月的多哈亞運，布和朝魯在柔道項目的男子66公斤級小項銅牌賽中不敵南韓對手，無緣獎牌。